# Сеновал

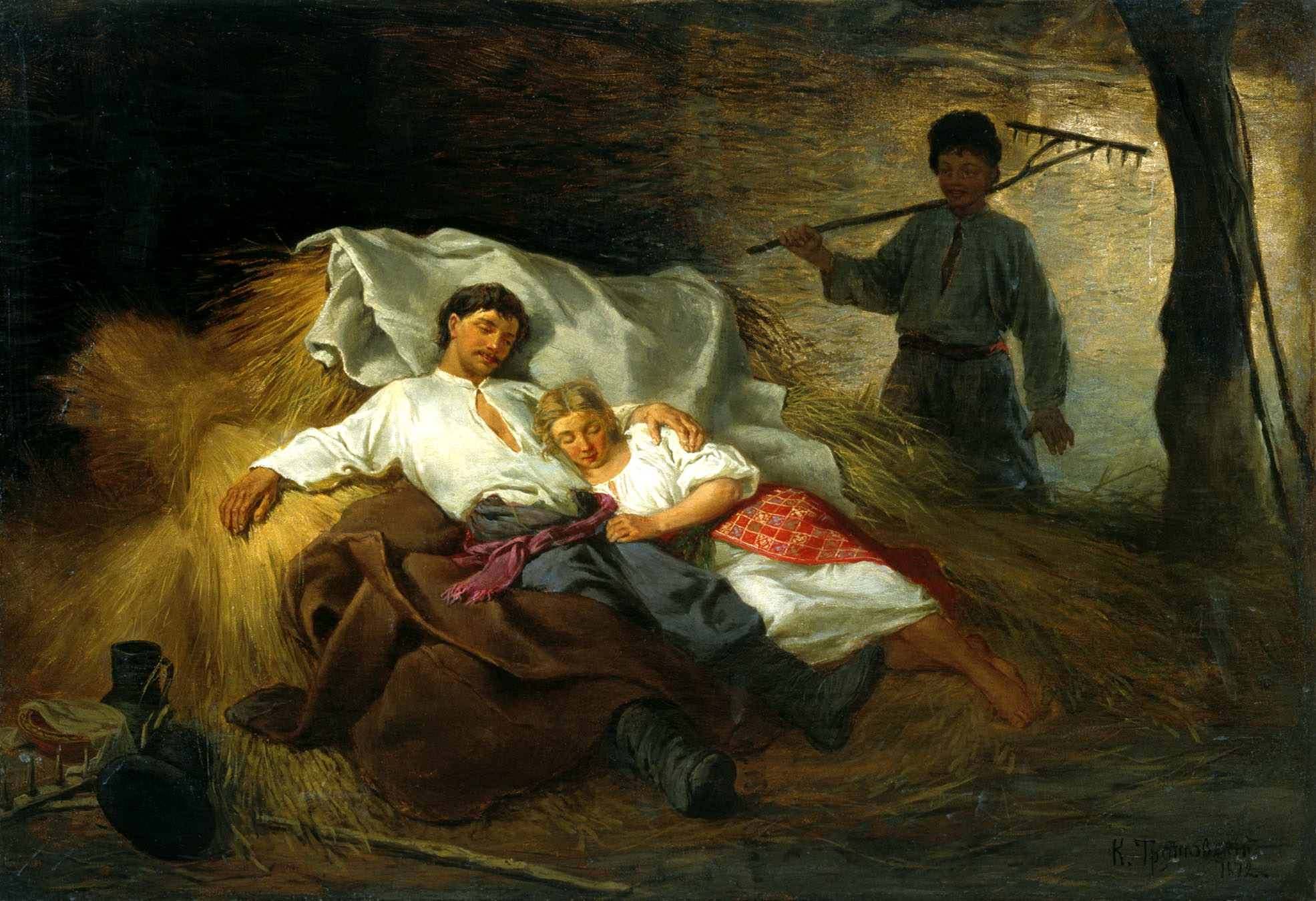
К. А. Трутовский. На сеновале. 1872

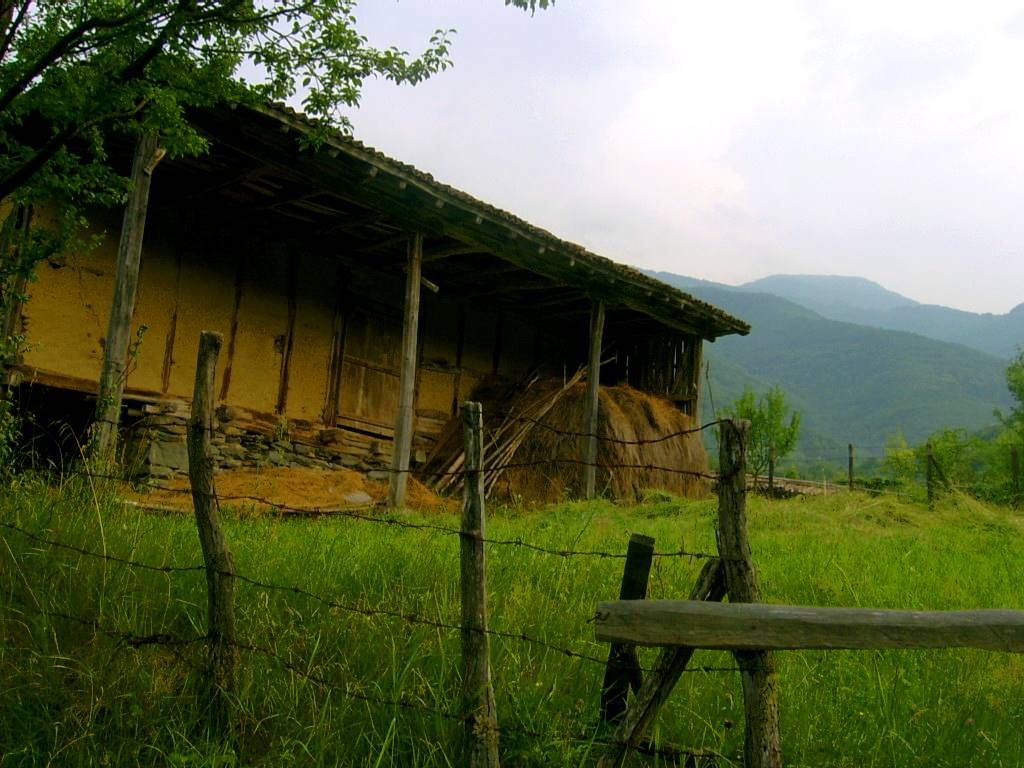
Сеновал в селе Черешовица, Болгария

Сенова́л — помещение для хранения сена, защищающее его от атмосферных осадков. Может представлять собой как отдельно стоящее здание в составе крестьянского двора, так и помещение на верхнем этаже крестьянского дома, над жилыми комнатами и/или хлевом.

## Сарай с досками
В русской традиции наряду с разнообразными названиями, образованными от слова «сено» (сенни́к, се́нница, сеноме́т), известны и диалектные слова иного происхождения: например, на западе России — пуня (пунька), на Тамбовщине и в окрестностях Воронежа — лопа́с, на Псковщине — сельни́ца, в окрестностях Казани — реш, и так далее.

## История
В период развития человеческой цивилизации для кормления травоядных домашних животных (в корм скоту) производилась заготовка и хранение кормов. Одним из его видов является сено — скошенная и прочахлая на воздухе трава, которую хранили в определённых местах. Обычно это сарай, навес или помещение над конюшней, скотным двором, приспособленное для хранения скошенной травы в государствах и странах с умеренным и субтропическим климатом.
Организация сеновала связана с сезонностью выпаса животных и необходимостью обеспечить их кормом в зимний период. В крупных хозяйствах организуются, как правило, большие крытые сенохранилища. Они сооружаются в большинстве случаев таким образом, чтобы иметь возможность для дальнейшего просушивания загружаемого корма. Возможна установка систем принудительной вентиляции.
Сеновал является характерной приметой сельской жизни и символом «романтизма» деревенского уклада. В тёплое время года может использоваться для удобного временного ночлега.